# Boraras
Boraras è un genere di piccoli pesci d'acqua dolce appartenenti alla famiglia Cyprinidae, sottofamiglia Rasborinae.

## Distribuzione e habitat
Le specie del genere Boraras sono diffuse in Asia, nel Sud-est asiatico: Borneo, Indonesia, Malaysia, Sumatra e bacino del fiume Mekong.

## Descrizione

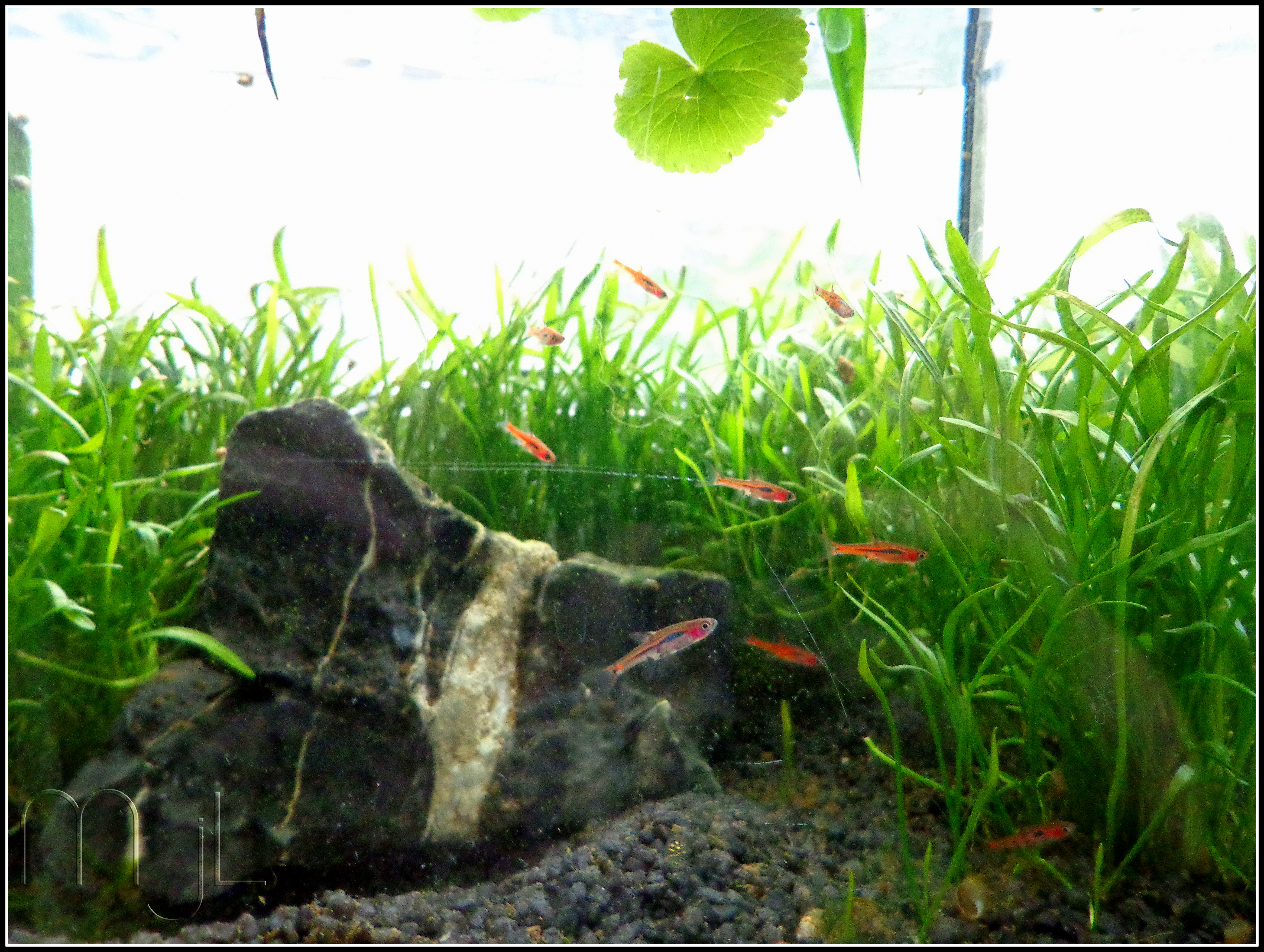
Boraras brigittae

Questi pesci presentano un corpo sottile ed allungato, con occhi grandi, profili dorsale e ventrale pronunciati e pinne triangolari. La pinna caudale è bilobata. La livrea cambia per ogni specie, ma solitamente è vivace. Le dimensioni sono molto piccole e variano da 1,5 a 4 cm, secondo la specie.

## Acquariofilia
Sebbene poco diffusi nei negozi di acquariofilia, i Boraras sono allevati facilmente in acquario d'acqua dolce.

## Specie
- Boraras brigittae
- Boraras maculatus
- Boraras merah
- Boraras micros
- Boraras naevus
- Boraras urophthalmoides